# Me. I Am Mariah… The Elusive Chanteuse
| Совокупная оценка    | Совокупная оценка |
| Источник             | Оценка            |
| -------------------- | ----------------- |
| AnyDecentMusic?      | 5.8/10            |
| Metacritic           | 67/100            |
| Оценки критиков      |                   |
| Источник             | Оценка            |
| AllMusic             | [ 4 ]             |
| Entertainment Weekly | B                 |
| Fact                 | [ 6 ]             |
| The Guardian         | [ 7 ]             |
| Los Angeles Times    | [ 8 ]             |
| New York Daily News  | [ 9 ]             |
| Pitchfork Media      | 7.7/10            |
| Rolling Stone        | [ 11 ]            |
| Slant Magazine       | [ 12 ]            |
| USA Today            | [ 13 ]            |

Me. I Am Mariah… The Elusive Chanteuse (с англ. — «Я Мэрайя… Неуловимая певица») — четырнадцатый студийный альбом американской певицы Мэрайи Кэри, выпущенный 23 мая 2014 года лейблом Def Jam Recordings.
Композиции альбома выдержаны в жанрах современного ритм-н-блюза.

## Музыка
Альбом включает пятнадцать песен и ещё четыре в делюксовом издании), написанных в основном в музыкальном стиле R&B, но также включает элементы  таких жанрах и стилей как хип-хоп, хип-хоп-соул, соул, диско и госпел.
Майк Васс из Idolator описал диск как концептуальный альбом, который путешествует по эпохам R&B, от Motown до 90-х, диско и раннего хип-хопа.

## Отзывы
Альбом был встречен положительными отзывами от музыкальными критиками. На сайте Metacritic, на котором ведётся суммирование рейтинга оценок альбомов ведущими критиками по сто-балльной шкале, диск получил 67 балла, полученных на основании 15-ти рецензий в СМИ. Среди отзывов AllMusic, Billboard, Entertainment Weekly, USA Today, Pitchfork, New York Daily News, Newsday, The Plain Dealer, Los Angeles Times, Now, Rolling Stone, The Guardian, Slant Magazine, The Boston Globe, Fact, musicOMH.
Журнал Rolling Stone включил диск в свой список 20 лучших соул-альбомов 2014 года (№ 18 в 20 Best R&B Albums of 2014).

### Итоговые списки
| Публикация                     | Список                             | Ранг | Ссылка |
| ------------------------------ | ---------------------------------- | ---- | ------ |
| Rolling Stone                  | The Top 20 Best R&B Albums of 2014 | 18   | [ 26 ] |
| The Daytona Beach News-Journal | The Best Albums of 2014            | н/д  | [ 27 ] |
| The Quietus                    | The 10 R&B Albums of 2014          | 5    | [ 28 ] |
| Vibe                           | The Best 46 Albums of 2014         | 5    | [ 29 ] |

## Коммерческий успех
Me. I Am Mariah…The Elusive Chanteuse дебютировал на пятом месте в американском основном хит-параде Billboard 200 с тиражом 58,000 истинных альбомных продаж и став 17-м для Кэри альбомом, попавшим в лучшую десятку США. Затем альбом стремительно спустился в нижнюю часть чарта и присутствовал в Billboard 200 в общей сложности восемь недель, став альбомом певицы с самым коротким периодом нахождения в чарте на тот момент. К апрелю 2015 года тираж составил 122,000 копий в США. Billboard предположил, что высокое соотношение продаж за первую неделю к общему объему продаж 2014 года говорит о том, что интерес к альбому исходил в основном от уменьшающейся группы преданных фанатов. К ноябрю 2018 года тираж составил 127,000 копий в США.

## Список композиций
| №                   | Название | Автор(ы) | Продюсеры                                         | Длительность |
| ------------------- | --- | --- | ------------------------------------------------- | ------------ |
| 1.                  | «Cry.» | Мэрайя Кэри James "Big Jim" Wright | Кэри Wright                                       | 4:49         |
| 2.                  | «Faded» | Кэри Mike Williams Denisia “Blu June” Andrews | Кэри Mike Will Made-It                            | 3:39         |
| 3.                  | «Dedicated» (при участии Nas)                                                                                         | Кэри Чонси Холлис Джеймс Фаунтлерой Насир Джонс Деннис Коулз Роберт Диггс Гари Грайс Лэмонт Хокинс Джейсон Хантер Рассел Джонс Клиффорд Смит Кори Вудс | Кэри Hit-Boy Darhyl "Hey DJ" Camper Hazebanga [a] | 4:13         |
| 4.                  | «#Beautiful» (при участии Мигеля)                                                                                     | Мигелm Пиментель Кэри Nathan Perez Brook "D'Leau" Davis Mac Robinson Brian Keith Warfield                                                              | Мигель Кэри Happy Perez [b] Davis [a]             | 3:20         |
| 5.                  | «Thirsty» | Кэри Hollis Andrews Maryann Tatum | Кэри Hit-Boy Rey Reel [b]                         | 3:26         |
| 6.                  | «Make It Look Good»                                                                                                   | Кэри Джермейн Дюпри Bryan-Michael Cox Walter "Bunny" Sigler Allan Felder                                                                               | Кэри Dupri Cox                                    | 3:23         |
| 7.                  | «You're Mine (Eternal)»                                                                                               | Кэри Родни "Darkchild" Джеркинс | Кэри Jerkins                                      | 3:44         |
| 8.                  | «You Don't Know What to Do» (при участии Wale)                                                                        | Кэри Дюпри Cox Olubowale Akintimehin Patrick Adams Terri Gonzalez                                                                                      | Кэри Дюпри Cox                                    | 4:47         |
| 9.                  | «Supernatural» (with special guest stars "Dembabies" a.k.a. Ms. Monroe & Mr. Moroccan Scott Cannon a.k.a. Roc 'N Roe) | Кэри Дюпри Cox | Кэри Дюпри Cox                                    | 4:38         |
| 10.                 | «Meteorite» | Кэри Kamaal Fareed Felder Norman Harris Ron Tyson | Кэри Q-Tip                                        | 3:51         |
| 11.                 | «Camouflage» | Кэри Wright | Кэри Wright                                       | 4:49         |
| 12.                 | «Money ($ * / ...)» (при участии Fabolous)                                                                            | Кэри Hollis John Jackson Dan Satch Edwin Birdsong | Кэри Hit-Boy                                      | 4:55         |
| 13.                 | «One More Try» | George Michael | Кэри Дюпри Cox                                    | 6:17         |
| 14.                 | «Heavenly (No Ways Tired / Can't Give Up Now)»                                                                        | Кэри Curtis Burrell George Clinton, Jr. | Кэри Дюпри Cox                                    | 5:39         |
| 15.                 | «Me. I Am Mariah... The Elusive Chanteuse» (цифровое издание)                                                         | |                                                   | 1:12         |
| Общая длительность: | Общая длительность:                                                                                                   | Общая длительность: | Общая длительность:                               | 62:42        |

| №   | Название                                                      | Автор(ы)                                          | Продюсеры                                 | Длительность |
| --- | ------------------------------------------------------------- | ------------------------------------------------- | ----------------------------------------- | ------------ |
| 15. | «It's a Wrap» (при участии Mary J. Blige)                     | Кэри Barry White                                  | Кэри Heatmyzer C. "Tricky" Stewart Wright | 4:04         |
| 16. | «Betcha Gon' Know» (при участии R. Kelly)                     | Кэри Terius "The-Dream" Nash Stewart Wright Kelly | Кэри Stewart Nash Wright                  | 3:54         |
| 17. | «The Art of Letting Go»                                       | Кэри Джеркинс                                     | Кэри Джеркинс                             | 3:44         |
| 18. | «Me. I Am Mariah... The Elusive Chanteuse» (цифровое издание) |                                                   |                                           | 1:12         |

| №   | Название                | Автор(ы)                           | Продюсеры   | Длительность |
| --- | ----------------------- | ---------------------------------- | ----------- | ------------ |
| 18. | «America the Beautiful» | Katharine Lee Bates Samuel A. Ward | Кэри Wright | 1:58         |

Примечания
- ↑  означает дополнительное продюсирование
- ↑  означает сопродюсера

## Чарты
| Чарт (2014)                            | Высшая позиция |
| -------------------------------------- | -------------- |
| Австралия (ARIA)                       | 5              |
| Австралия (Urban Albums, ARIA)         | 2              |
| Австрия (Ö3 Austria)                   | 38             |
| Бельгия/Фландрия (Ultratop)            | 41             |
| Бельгия/Валлония (Ultratop)            | 23             |
| Канада (Canadian Albums Chart)         | 8              |
| Китай (Sino)                           | 4              |
| Хорватия (IFPI)                        | 10             |
| Чехия (ČNS IFPI)                       | 15             |
| Дания (Hitlisten)                      | 13             |
| Нидерланды (Album Top 100)             | 14             |
| Франция (SNEP)                         | 26             |
| Германия (Offizielle Top 100)          | 27             |
| Ирландия (IRMA)                        | 19             |
| Италия (Classifica album)              | 15             |
| Япония (Oricon)                        | 25             |
| Республика Корея (Circle)              | 12             |
| Мексика (Top 100 Mexico)               | 47             |
| Новая Зеландия (RMNZ)                  | 11             |
| Шотландия (Scottish Albums Chart)      | 32             |
| Испания (PROMUSICAE)                   | 10             |
| Швейцария (Schweizer Hitparade)        | 16             |
| Великобритания (UK Albums Chart)       | 14             |
| Великобритания (UK R&B Albums Chart)   | 2              |
| США (Billboard 200)                    | 3              |
| США (Billboard Top R&B/Hip-Hop Albums) | 1              |